# Мост Хонконг – Джухай – Макао
Мостът Хонконг – Джухай – Макао (традиционен китайски:港珠澳大桥, опростен китайски:港珠澳大橋, пинин:Gǎngzhū'ào Dàqiáo) е редица от мостове и тунели, които свързват западната страна на Хонконг с Макао и град Джухай, провинция Гуандун, континентален Китай, намиращ се на делтата на Перлената река.
С дължина от 55 km мостът струва $5,5 млрд. щатски долара. Мостът влиза в Книгата с Рекордите на Гинес, като най-дългия мост, Лейк Пончартрейн Козуей, е с дължина 38 km. Подводните тунели са с обща дължина 6,7 km между изкуствени острови.
Официално строежът започва на 15 декември 2009 г., като се очаква да бъде завършен през 2015 – 2016 г. Все пак, официално строежът на основната част е завършен на 7 юли 2017 г. Мостът е открит официално на 24 октомври 2018 г. По време на строежа на моста от хонконгска страна загиват поне 9 души и други няколкостотин претърпяват по-леки травми, а за трудовите злополуки от китайска страна данни не са публикувани, но има слухове за много повече жертви.

## Хронология
| Хронология на проекта Мост Хонконг-Джухай-Макао | Хронология на проекта Мост Хонконг-Джухай-Макао | Хронология на проекта Мост Хонконг-Джухай-Макао |
| Година                                          | Събитие |                                                 |
| ----------------------------------------------- | --- | ----------------------------------------------- |
| 1983                                            | Гордън У предлага идеята за моста. |                                                 |
| 1989                                            | Джухай публикува програмата за моста Линдинян. |                                                 |
| 1997                                            | Централното правителство на Китай изразява подкрепа към програмата за моста Линдинян. |                                                 |
| 2002 (ноември)                                  | Джу Жундзи, премиер на Китай, изразява подкрепата си към идеята на Гордън У. |                                                 |
| 2003                                            | Китайското правителство отново подкрепя идеята. |                                                 |
| 2003 (юли)                                      | Доналд Цан, Главен секретар по въпросите на Хонконг, отива в Пекин за да се срещне с правителството за моста. |                                                 |
| 2003 (август)                                   | Основана е Група за координация на работата по мост Хонконг-Джухай-Макао. |                                                 |
| 2007 (май)                                      | Започва проучване на морското дъно. |                                                 |
| 2008 (август)                                   | Китайското централно правителство, правителството на Гуандун, Хонконг и Макао се съгласяват да финансират 42% от крайната цена. Останалите 58% ще са от заеми (около 22 млрд. китайски юана) или 3.23 млрд. долара от Китайската банка.  |                                                 |
| 2009 (март)                                     | Централното правителство на Китай, Хонконг и Макао се съгласяват да финансират 22% от цената. Оставащите 78% – от заеми (57.3 млрд. китайски юана или 8.4 млрд. щатски долара), идващи от консорциум от банки начело с Китайската банка. |                                                 |
| 2009 (декември)                                 | Започва работата по моста. Вицепремиера на китайското правителство Ли Къцян присъства на официалната церемония. |                                                 |

## Ефекти

### Социално-икономически ефекти
- Намаляване на задръстванията по съществуващите пропускателни пунктове;
- Засилване на икономическите връзки между Хонконг и Региона на Делтата на Перлената река;
- Развиване на социално-икономическото развитие на региона Западна Перлена река;
- Засилване на позицията на Хонконг като център на областта;
- Развитие на туризма в района на Делтата на Перлената река;
- Създаване на повече работни места;
- Привличане на частни инвеститори в района;
- Развитие на местния транспортен сектор.

### Екологични последици
Според WWF, строителството на подобен мост би причинило много щети на района, като увеличаване на шума и вредните газове, забавяне на оттока на Перлената река, унищожаване на местните гори и др.